# Stosch’scher Stein

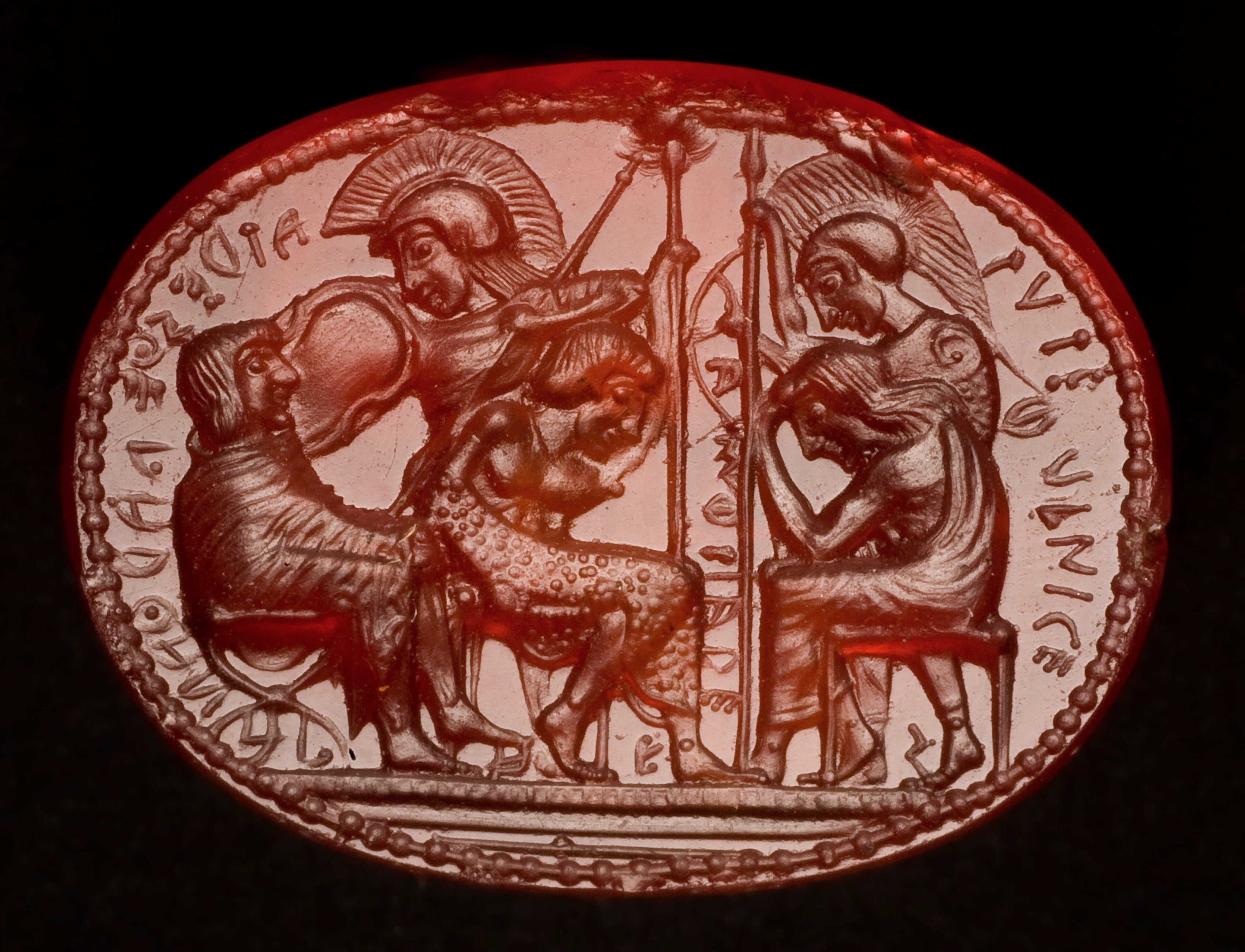
Der Stosch’sche Stein: Ein etruskischer Skarabäus aus dem frühen 5. Jahrhundert v. Chr.

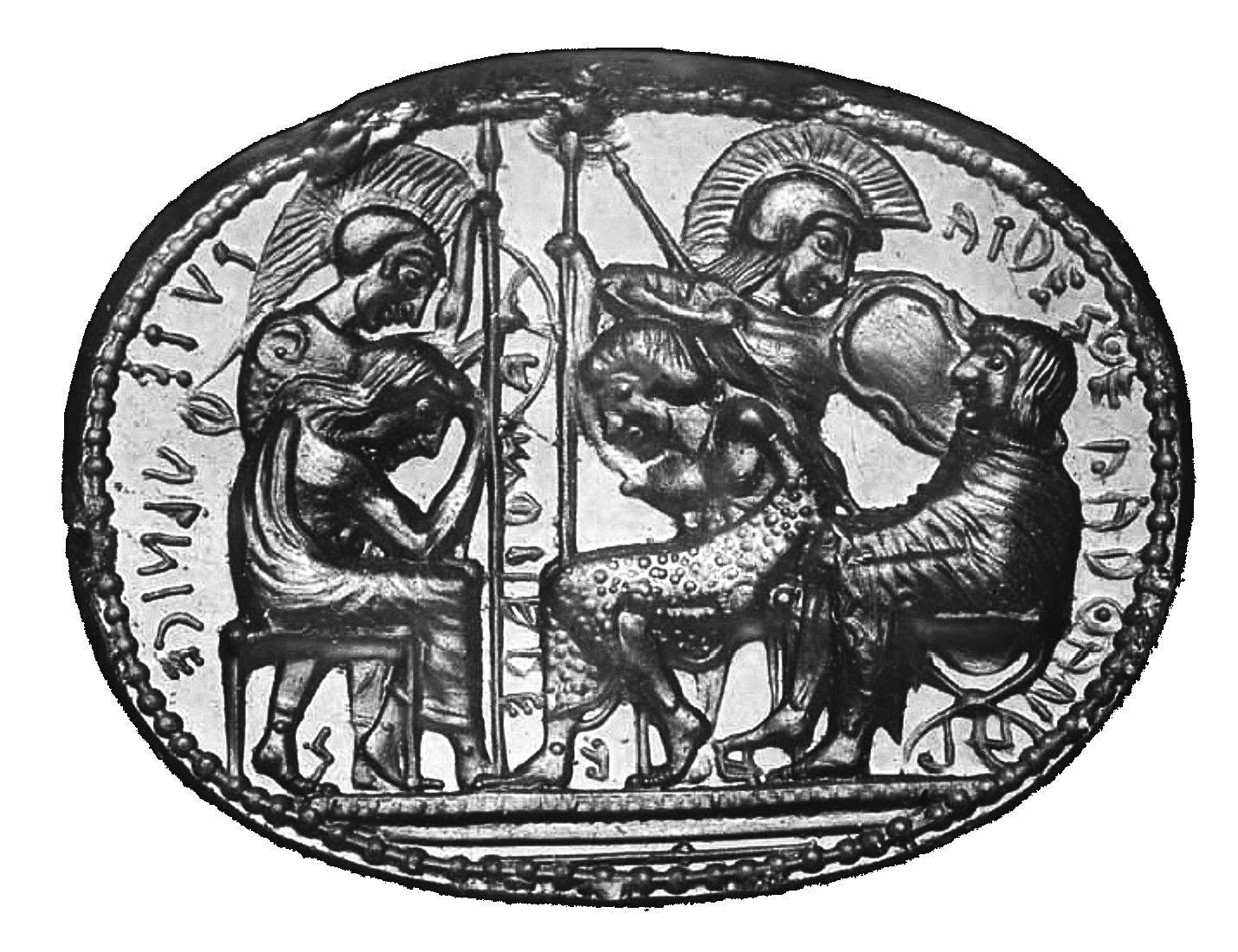
Abdruck des Stosch’schen Steins

Der Stochsch’sche Stein ist ein etruskischer Skarabäus aus dem frühen 5. Jahrhundert v. Chr. Dabei handelt es sich um einen Schmuckstein aus Karneol, auf dem fünf Helden mit Namensbeischriften aus der Sage der Sieben gegen Theben dargestellt sind. Der Schmuckstein stammt aus der Sammlung des Altertumsforschers Philipp von Stosch und befindet sich heute in der Antikensammlung der Staatlichen Museen zu Berlin (Inventarnummer FG 194). Er zählt zu den bedeutendsten Kunstwerken der etruskischen Glyptik.

## Beschreibung

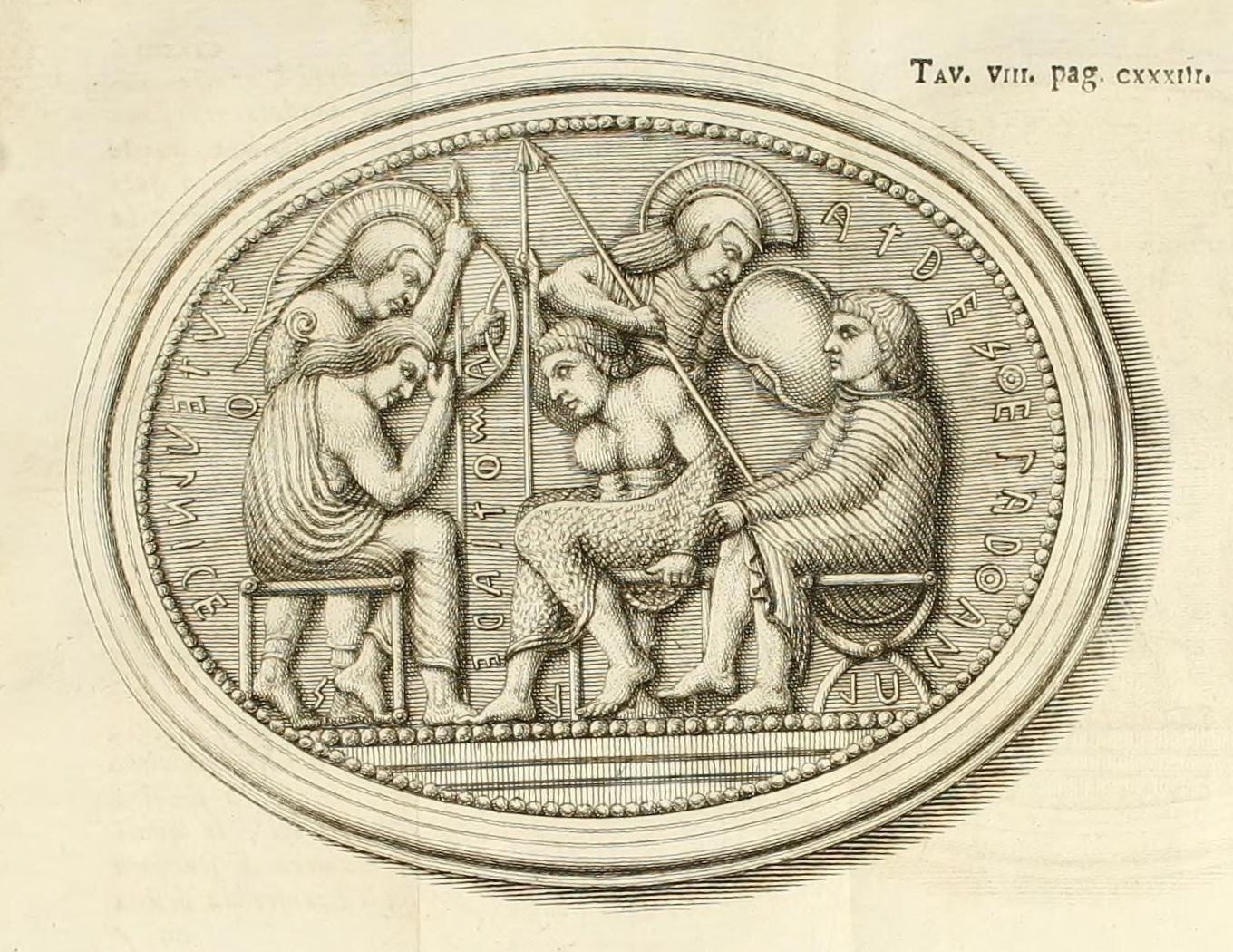
Holzstich aus der Storia antiquaria etrusca von Antonio Francesco Gori (1749)

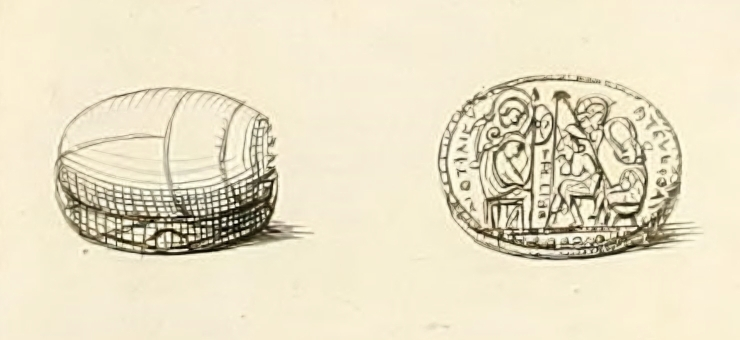
Holzstich aus der Storia antiquaria etrusca von Antonio Francesco Gori (1749)

Der Schmuckstein ist aus Karneol gefertigt, einer meist undurchsichtigen orangen Varietät des Chalcedon. Der Stein ist elliptisch geformt und weist eine Länge von 1,6 cm und eine Breite von 1,2 cm auf. Seine Dicke schwankt zwischen 0,2 und 0,5 cm. In den Karneol ist eine Personengruppe geschnitten. Das Bildfeld ist von einem Schmuckrand umgeben.
Abgebildet sind fünf teilweise bewaffnete Krieger, von denen drei im Vordergrund auf Schemeln sitzen und zwei im Hintergrund stehen. Die beiden stehenden Krieger tragen jeweils einen Speer, einen Schild, einen Brustpanzer und einen Helm mit Helmbusch. Die mittlere der sitzenden Figuren hält einen Speer in der Hand, die anderen beiden sind ohne Waffen oder Schutzkleidung dargestellt. Der Mittlere der Sitzenden ist anscheinend in ein Tierfell gehüllt, das die Arme, aber nicht die Schultern bedeckt. Der zweite Sitzende trägt einen Umhang und hat dabei eine Schulter entblößt. Beide halten jeweils ein Knie abgewinkelt. Der dritte Sitzende ist ganz in einen Umhang gehüllt und hält mit beiden Händen ein Knie umschlungen, das dadurch leicht angehoben wird.
Durch zwei senkrecht stehende Lanzen werden die Dargestellten in eine Dreier- und eine Zweiergruppe unterteilt. Diese Gruppenbildung wird wieder aufgehoben, da sich durch die einander zugeneigten Köpfe neue Dreier- und Zweiergruppen ergeben. Vier der fünf Personen wirken sinnend, drei davon halten ihren Kopf gesenkt. Nur ein Krieger zeigt eine gewisse Aktivität, indem er sich von der kopfzugeneigten Dreiergruppe abwendet und wie zum Aufbruch bereit die Lanze packt und den Schild schwingt.
Die Figuren sind nicht wie bei einer Gemme vertieft in den Stein eingeschnitten, vielmehr wurde der Hintergrund des Bildmotivs weggeschnitten, so dass die Figuren wie ein Relief aus dem Stein herausragen. Auf diese Weise gefertigte Schmucksteine bezeichnet man als Kamee. Da Gemme auch als Oberbegriff für alle geschnittenen Edel- und Schmucksteine verwendet wird, kann man Schmucksteine wie diesen auch als Gemmen bezeichnen. Solche Gemmen wurden in der Antike auch als Siegelsteine benutzt. Diese hatten häufig die Form von käferförmigen Ringsteinen, die daher auch als Skarabäen bezeichnet werden. Skarabäen dieser Art wurden seit dem späten 6. Jahrhundert v. Chr. von etruskischen Steinschneidern aus Karneol hergestellt und oftmals mit Bildern aus dem griechischen Mythos verziert. Dieser in Etrurien weit verbreitete Typus des Siegelrings scheint eine genuin etruskische Errungenschaft gewesen zu sein, die später in ganz Mittelitalien Verbreitung fand.
Der Stil der Darstellung weist deutlich etruskische Eigentümlichkeiten auf. Hierzu zählen die im Verhältnis zum Körper großen Köpfe und die Gestaltung der teils archaisierend langen, gestreiften Haare. Auch die Benennung der Figuren durch Inschriften ist eine etruskische Eigenheit, die sich auch auf attischen Vasen findet, aber nicht auf griechischen Gemmen. Dagegen kommen Besitzernamen oder Signaturen im Gegensatz zur griechischen Glyptik nicht vor.
Im 18. Jahrhundert wurde der käferförmige Teil abgetrennt und die verbliebene Gemme als Ring gefasst.

## Inschriften

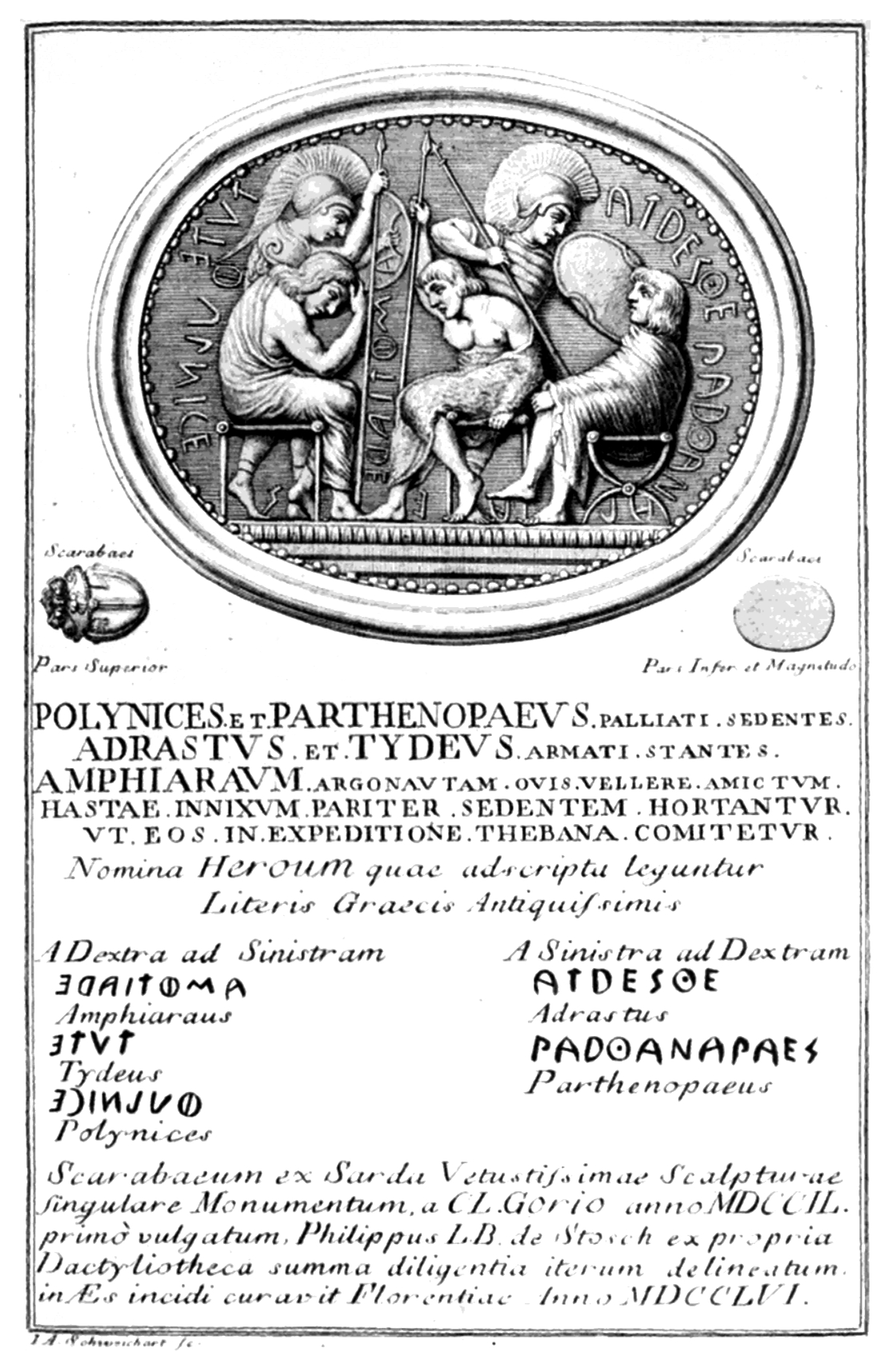
Flugblatt (Foglio volante) von 1756 mit dem Stosch’schen Stein nach einem Kupferstich von Schweickart

Aus den Inschriften geht hervor, dass auf dem Skarabäus fünf Helden aus der Sage der Sieben gegen Theben dargestellt sind. Zwei der Inschriften sind entsprechend den etruskischen Schreibgewohnheiten von rechts nach links mit spiegelverkehrten Buchstaben verfasst. Die anderen drei folgen der Schreibrichtung von links nach rechts ohne Spiegelung der Buchstaben. Drückt man allerdings das Siegel in ein weiches Material wie Ton, so entsteht ein spiegelverkehrter Abdruck mit zwei Inschriften in der gewohnten Schreibrichtung und drei spiegelverkehrten gemäß den etruskischen Schreibgewohnheiten. Auf den Stichen aus dem 18. Jahrhundert stellte man meist den Abdruck des Siegels dar.
- Inschriften von links nach rechts: PARTHANAPAES (Parthenopaios), ATRESTHE (Adrastos)
- Inschriften von rechts nach links: AMPHIARE (Amphiaraos), TUTE (Tydeus), PHULNICE (Polyneikes)

Die Tragödie der Sieben gegen Theben ist der letzte Teil der Ödipus-Trilogie des griechischen Dramatikers Aischylos und erzählt die Schlacht der Brüder Eteokles und Polyneikes um die Macht in Theben. Polyneikes greift dabei Theben mit seinen Verbündeten an, zu denen noch Hippomedon und Kapaneus zählen, die auf dem Skarabäus nicht abgebildet sind. Beide Brüder kommen in der Schlacht um. Ebenso verlieren alle Angreifer bis auf Adrastos ihr Leben. Der Seher Amphiaraos hat dieses Ende vorhergesehen.

## Deutung
Die Etrusker übernahmen griechische Mythen und entwickelten in der bildenden Kunst häufig neue szenische Darstellungen. Hier sitzt der Seher Amphiaraos in der Mitte der Verbündeten, links und rechts neben ihm Parthenopaios und Polyneikes, hinter ihm stehend Adrastos und Tydeus. Zwei Helden fehlen ohne erkennbaren Grund. Die Anwesenden sind offenbar niedergeschlagen, da ihnen Amphiaraos ihr Schicksal prophezeit hat. Nur Adrastos ist zum Aufbruch bereit. Er wird die Helden schließlich zum Kampf führen und als einziger heimkehren. Zu dieser Darstellung ist in der griechischen Kunst keine vergleichbare Szenerie bekannt. Denkbar wäre, dass die etruskischen Steinschneider Vorlagen auf attischen Vasen verwendet haben, wie dies für etruskische Bronzespiegel erschlossen werden konnte.
In der griechischen Sage weigerte sich Amphiaraos aufgrund seiner Vision am Kriegszug teilzunehmen und verängstigte so auch alle anderen. Mit Hilfe der Eriphyle, der Ehefrau des Amphiaraos, konnte Amphiaraos doch noch bewegt werden, am Krieg teilzunehmen und das Schicksal nahm seinen Lauf. Vielleicht sollte der Ring den Träger vor verhängnisvollen Streitigkeiten in der Familie warnen und bewahren.
Die Sage von den Sieben gegen Theben war bei den Etruskern ebenso populär wie die Sage vom Trojanischen Krieg, da in beiden Erzählungen mit Amphiaraos und Teiresias jeweils Seher auftreten. Die Verkündigung von göttlichen Botschaften (Prophetie) und die Auslegung der Zeichen der Götter (Divination) spielten in der etruskischen Religion eine bedeutende Rolle.

## Provenienz

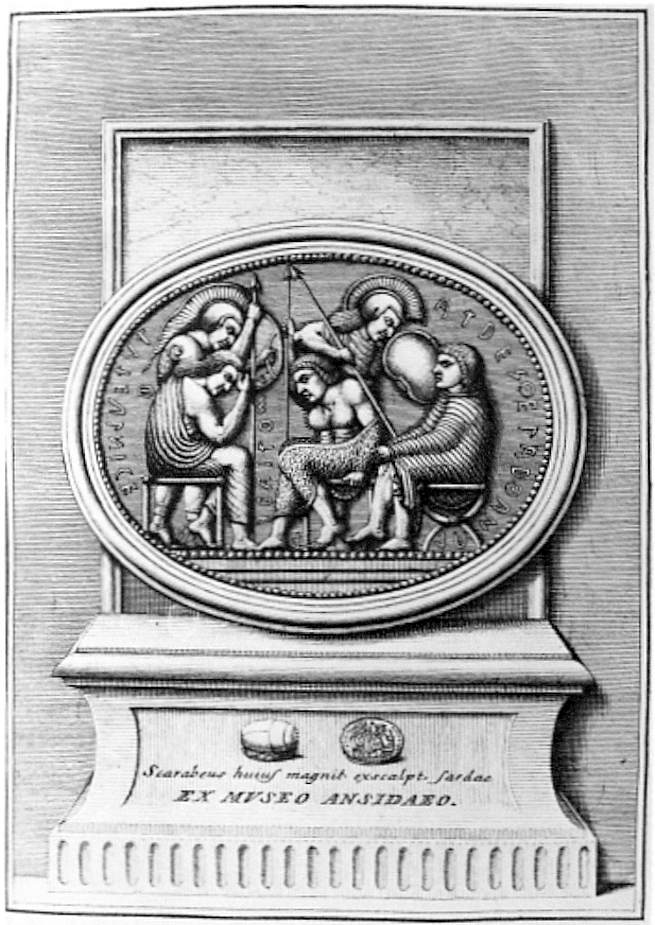
Stich mit dem Skarabäus im Museum des Conte Vincenzio Ansidei

Der Skarabäus wurde zwischen 500 und 480 v. Chr. angefertigt und später in Perugia gefunden, das im alten Etrurien gelegen war und heute die Hauptstadt der Region Umbrien ist. Die Gemme gelangte in den Besitz des Conte Vincenzio Ansidei, der ein Antikensammler war und seine Stücke in einem eigenen Museum ausstellte. Ansidei war Mitglied in der 1726 gegründeten Accademia Etrusca, einer Gelehrtengesellschaft zur Erforschung der Kultur der Etrusker, die heute noch besteht und ihren Sitz in Cortona hat. Baron Philipp von Stosch (1691–1757), der zu dieser Zeit in Italien lebte, war einer der bedeutendsten Antikensammler des 18. Jahrhunderts und hatte bis Mitte des Jahrhunderts die umfangreichste Gemmensammlung seiner Zeit angelegt. Zum Dank und zur Ergänzung seiner Sammlung vermachte ihm Ansidei im Namen der Accademia Etrusca 1755 den etruskischen Skarabäus. In der Stosch’schen Sammlung befand sich ein weiterer wertvoller Schmuckstein: der etruskische Skarabäus mit Tydeus. Nach dem Tod des Barons 1757 erbte sein von ihm adoptierter Neffe Heinrich Wilhelm Muzel die Sammlung und verkaufte sie 1764 vollständig an König Friedrich II. Die Sammlung wurde später zu einer der Grundlagen der Antikensammlung Berlin. Der Skarabäus befindet sich heute in der Antikensammlung im Alten Museum auf der Berliner Museumsinsel.

## Kunstgeschichtlicher Hintergrund

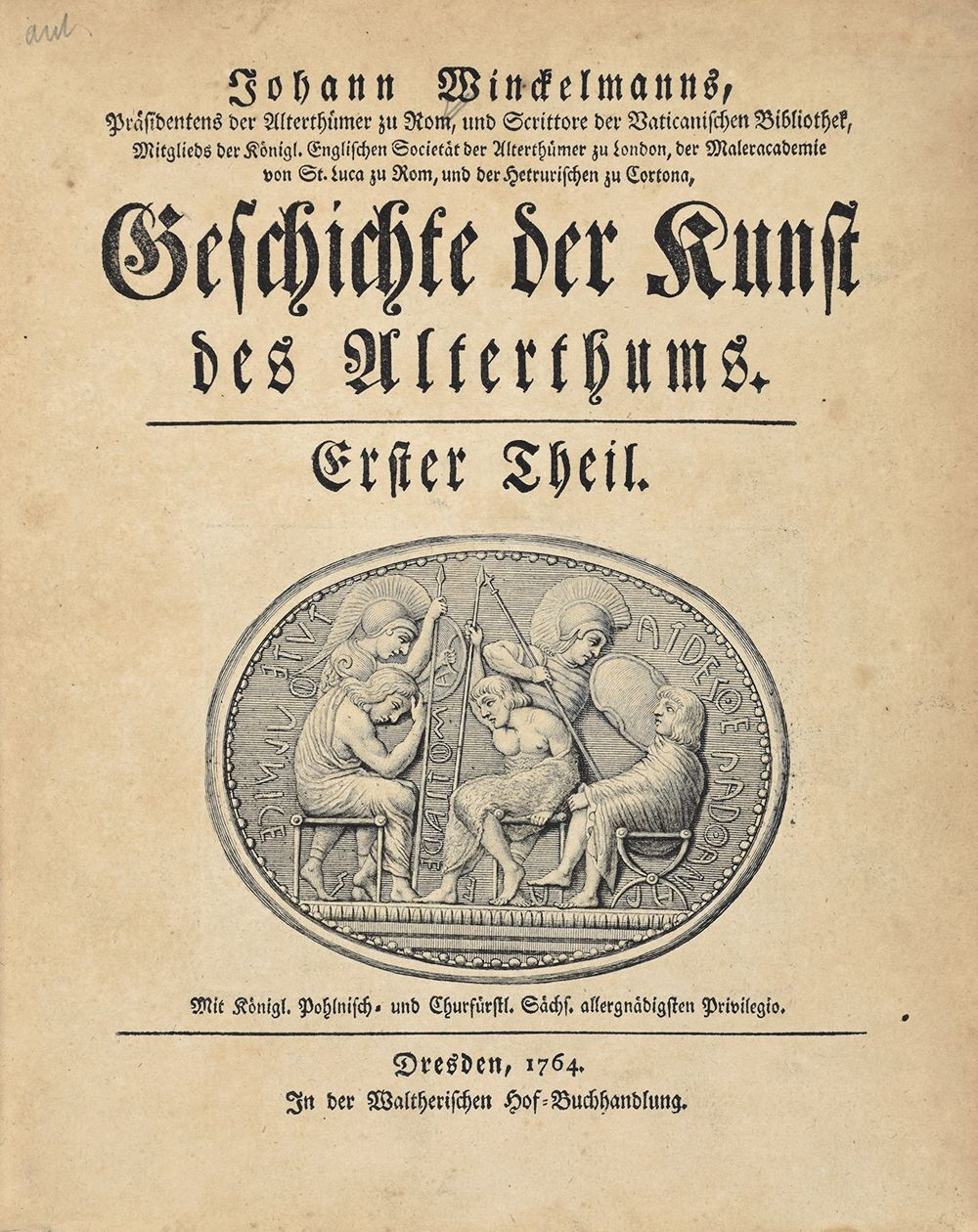
Titelblatt des Hauptwerks von Johann Joachim Winckelmann mit dem Kupferstich von Schweickart als Titelvignette

Antonio Francesco Gori (1691–1757), ein italienischer Altertumsforscher, der sich insbesondere um die Erforschung der etruskischen Kunst verdient gemacht hat, erhielt 1742 von Conte Vincenzio Ansidei die Erlaubnis, in dessen Museum in Perugia den etruskischen Skarabäus mit den Sieben gegen Theben in Augenschein zu nehmen und eine Zeichnung anzufertigen. 1749 veröffentlichte er den Band Storia antiquaria etrusca, worin er sich auch mit dem etruskischen Skarabäus befasste und als Abbildung einen Holzstich präsentierte. Da er sich auch mit der etruskischen Schrift beschäftigte, konnte er die Inschriften nahezu fehlerfrei entziffern und den griechischen Vorbildern richtig zuordnen.
Nachdem Philipp von Stosch den Skarabäus 1755 erhalten hatte, beauftragte er Johann Adam Schweickart (1722–1787), die Gemmen seiner Sammlung zu zeichnen und Kupferstiche anzufertigen. Unter den dargestellten Artefakten befand sich auch der Skarabäus, dessen Abbildung schnell Verbreitung fand und aufgrund seiner Qualität sehr geschätzt wurde. Von Stosch plante schließlich auch die Publikation seiner Gemmensammlung und wollte den Kunstschriftsteller und Altertumsforscher Johann Joachim Winckelmann (1717–1768) für die Veröffentlichung gewinnen. Nach seinem Tod setzte sein Erbe Heinrich Wilhelm Muzel das Vorhaben um. Zwischen 1758 und 1759 wertete Winckelmann die Antikensammlung wissenschaftlich aus und veröffentlichte seine Ergebnisse 1760 unter dem Titel Description des pierres gravées de feu Baron de Stosch in Florenz.
In diesem Gemmenkatalog lieferte Winckelmann erste treffende Beschreibungen etruskischer Kunstwerke, die an Hochschätzung kaum zu überbieten sind. In den Beschreibungen der etruskischen Gemmen findet man erste Betrachtungen zum etruskischen Stil der Figuren, zur Proportion und Komposition. Winckelmann gelangte auch zu der modernen Erkenntnis, dass die Steinschneider in der Archaik eine große Sorgfalt und Finesse besaßen und ihre künstlerische Technik bereits perfektioniert hatten. Unter der Katalognummer 172 ging Winckelmann ausführlich auf den etruskischen Skarabäus ein und erkannte in ihm ein bedeutendes Kunstwerk aus der etruskischen Frühzeit. Dabei erwähnte er auch Goris kurze Abhandlung und bedauerte die schlechte Qualität des Holzstichs, der für die Feinheit des Gegenstands offenbar nicht geeignet war.
Die Arbeit an der Gemmensammlung wurde zu einer Vorarbeit zu Winckelmanns Hauptwerk Geschichte der Kunst des Alterthums von 1764. Das Titelblatt zeigt als Titelvignette den Kupferstich des Stosch’schen Steins von Johann Adam Schweickart. Winckelmann unterschied bei den Etruskern drei Kunststile, einen archaischen, einen nachfolgenden und einen letzten, der sich unter dem Einfluss der griechischen Kunst verbessert habe. Den der Archaik nachfolgenden Kunststil meinte er anhand von manieriert wirkenden Stilmerkmalen abgrenzen zu können, die er auf den Gemmen der Stosch’schen Sammlung erkannt hatte.
In seinem Spätwerk Monumenti antichi inediti von 1767 beschäftigte sich Winckelmann nochmals ausführlich mit dem Problem der Abhängigkeit der etruskischen von der griechischen Kunst und revidierte einige Positionen. Deutlicher als in der Geschichte der Kunst des Alterthums betonte er die Eigenständigkeit des etruskischen
Stils und stellte nun fest, dass der griechische Einfluss die etruskische Kunst deutlich verändert, nicht aber verbessert habe. Nicht zuletzt wegen seiner eingehenden Untersuchungen der Gemmen verlegte Winckelmann entgegen der damals herrschenden Ansicht die Blüte des etruskischen Kunstschaffens in das 6. und frühe 5. Jahrhundert v. Chr. Auch in diesem Werk ist der Kupferstich von Schweickart abgebildet und reflektiert die herausragende Bedeutung dieser Gemme für die Würdigung der etruskischen Kunst.